# Cataspilota misana
Cataspilota misana är en bönsyrseart som beskrevs av Giglio-tos 1911. Cataspilota misana ingår i släktet Cataspilota och familjen Mantidae. Inga underarter finns listade i Catalogue of Life.